# Cailee Spaeny
Cailee Spaeny (/ˈkeɪli ˈspeɪni/; sinh ngày 24 tháng 7 năm 1998) là nữ diễn viên người Mỹ. Cô được biết tới qua vai chính Priscilla Presley trong phim tiểu sử cùng tên Priscilla (2023), vai diễn mang về cho cô một cúp Volpi cho nữ diễn viên xuất sắc nhất và một đề cử giải Quả cầu vàng.
Vai diễn điện ảnh nổi tiếng đầu tiên mà cô tham gia là Pacific Rim Uprising năm 2018. Cùng năm đó, cô góp mặt trong các phim Bad Times at the El Royale, On the Basis of Sex và Vice. Cô cũng đóng một số vai phụ trong các gia sê-ri truyền hình Devs (2020) và Mare of Easttown (2021). Năm 2020, cô thủ vai chính trong phim kinh dị The Craft: Legacy.

## Tiểu sử
Spaeny sinh ra ở bang Tennessee và lớn lên ở Springfield, bang Missouri, từ nhỏ cô đã đi diễn trong đoàn kịch Springfield Little Theatre ở quê nhà. Từ năm 2014 - 2015, cô vào vai chính Dorothy trong vở kịch dựa trên tiểu thuyết The Wizard of Oz.

## Danh sách phim

### Điện ảnh
| Year | Title                         | Role                   | Notes     |
| ---- | ----------------------------- | ---------------------- | --------- |
| 2016 | Counting to 1000              | Erica                  | Phim ngắn |
| 2018 | Pacific Rim: Trỗi dậy         | Amara Namani           |           |
| 2018 | Phút kinh hoàng tại El Royale | Rose Summerspring      |           |
| 2018 | On the Basis of Sex           | Jane Ginsburg          |           |
| 2018 | Vice                          | Lynne Cheney (hồi nhỏ) |           |
| 2020 | Phù thủy học đường            | Lily Schechner         |           |
| 2021 | How It Ends                   | Little Liza            |           |
| 2022 | Unlimited World               | Lars                   | Phim ngắn |
| 2023 | Priscilla                     | Priscilla Presley      |           |
| 2024 | Ngày tàn của đế quốc          | Jessie                 |           |
| 2024 | Quái vật không gian: Romulus  |                        | [ 9 ]     |

### Truyền hình
| Năm  | Tên              | Vai                    | Ct                   |
| ---- | ---------------- | ---------------------- | -------------------- |
| 2020 | Devs             | Lyndon                 | Vai chính, phim ngắn |
| 2021 | Mare of Easttown | Erin McMenamin         | Vai chính, phim ngắn |
| 2022 | The First Lady   | Anna Roosevelt Halsted | Vai phụ              |